# Harry F. Byrd senior

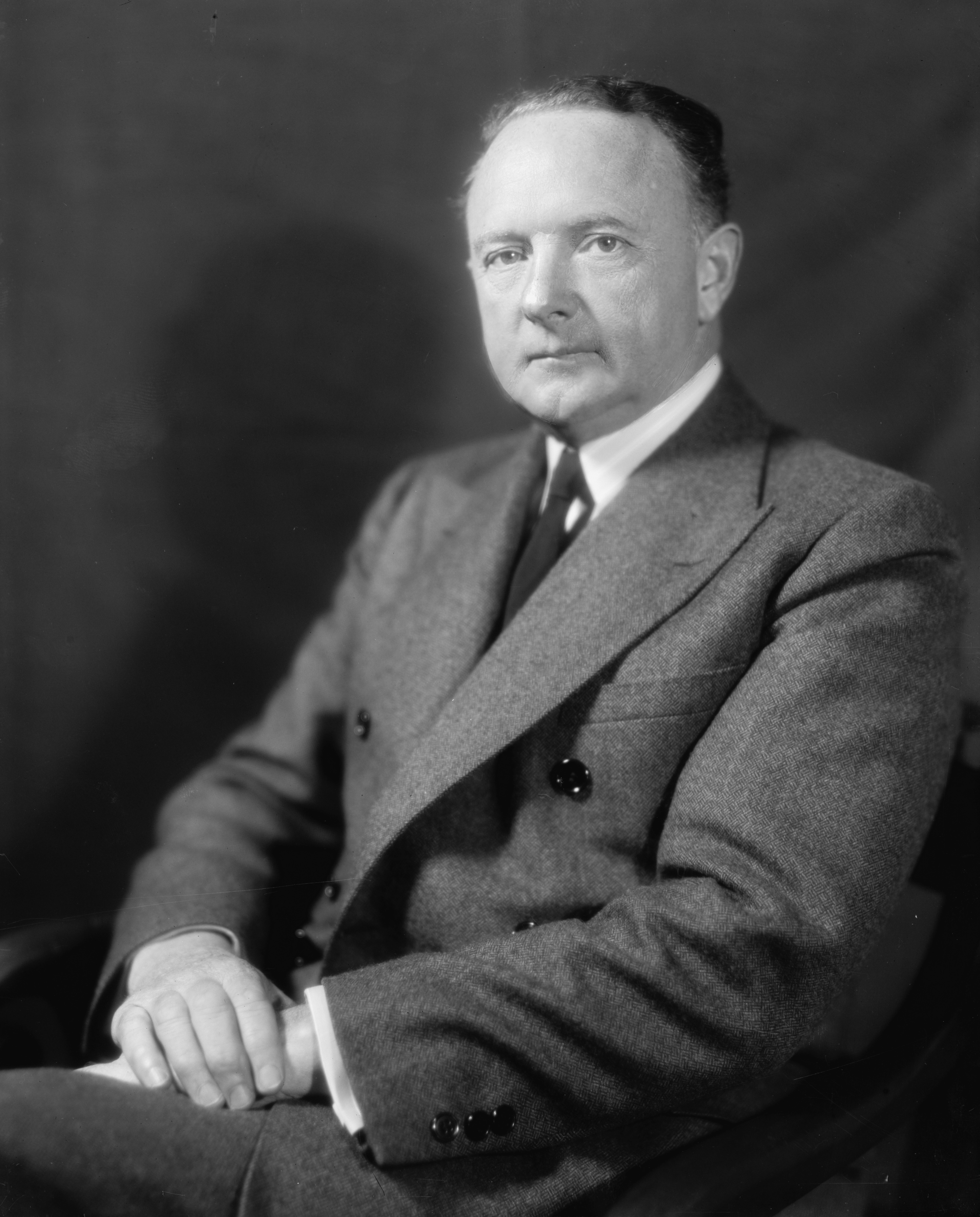
Harry F. Byrd

Harry Flood Byrd senior (* 10. Juni 1887 in Martinsburg, West Virginia; † 20. Oktober 1966 in New York City) war ein US-amerikanischer Politiker der Demokratischen Partei. Byrd war zwischen 1926 und 1930 Gouverneur von Virginia. Von 1933 bis 1965 vertrat er den Bundesstaat als Senator im US-Senat.

## Frühe Jahre und politischer Aufstieg
Noch in seinem Geburtsjahr kam Harry Byrd mit seinen Eltern nach Winchester in Virginia. Dort besuchte er die öffentlichen Schulen und die Shenandoah Valley Academy. Ab 1903 war Byrd im Zeitungsgeschäft tätig, indem er die Zeitung „Winchester Star“, die seinem Vater gehörte, herausgab. Später gab er auch noch das „Martinsburg Evening Journal“ und ab 1923 den „Harrisburg Daily News-Record“ heraus. In der Nähe von Berryville im Clarke County begann er auch mit dem Betrieb von Apfel- und Pfirsichplantagen. Dieses Geschäft übernahm er ebenfalls von seinem Vater. Er galt zeitweise als der größte Apfelproduzent östlich des Mississippi. Von 1908 bis 1918 war Byrd Leiter der Straßenmeisterei im Shenandoah Valley.
Byrd schloss sich der Demokratischen Partei an, deren Leitfigur er über große Teile der ersten Hälfte des 20. Jahrhunderts in Virginia wurde. Zwischen 1915 und 1925 gehörte er dem Senat von Virginia an. Dort war er Mitglied verschiedener Ausschüsse. Er setzte sich für einen weiteren Ausbau der Straßen ein, der mit einer Mineralölsteuer finanziert werden sollte. Im Jahr 1918, während des Ersten Weltkrieges, war er Staatsbeauftragter für den Umgang mit den Treibstoffreserven (Fuel Commissioner). Im Jahr 1922 wurde er Parteivorsitzender der Demokraten in Virginia. In diesen Jahren wurde er in seinem Staat so populär, dass er im Jahr 1925 zum neuen Gouverneur gewählt wurde.

## Gouverneur von Virginia
Harry Byrd trat seine vierjährige Amtszeit am 1. Februar 1926 an. In seiner Amtszeit wurden die Gesetze gegen Lynchmorde verschärft und alle an solchen Taten Beteiligten wurden wie Mörder abgeurteilt. Das Wahlverfahren für die Staatsspitze wurde dahingehend vereinfacht, dass in Zukunft nur noch der Gouverneur, der Vizegouverneur und der Attorney General gewählt wurden. Die Verwaltung wurde reformiert, indem einige Ministerien abgeschafft bzw. zusammengelegt wurden. Am Ende gab es noch zwölf Regierungsabteilungen. Auch das Steuerrecht wurde reformiert. Gouverneur Byrd setzte sich auch für den Ausbau des Straßennetzes und den Tourismus ein. Politisch konnte er in dieser Zeit seine Stellung in Virginia ausbauen. Er verschaffte sich einen großen Einfluss, der bis in die 1960er Jahre anhielt. Man sprach allgemein von der Byrd Organisation, die maßgeblich alle Kandidaten der Demokratischen Partei für öffentliche Ämter in diesen Jahrzehnten bestimmte.

## US-Senator
Im Jahr 1928 unterstützte Byrd den demokratischen Präsidentschaftskandidaten Al Smith und vier Jahre später dann Franklin D. Roosevelt. Zwischen 1928 und 1940 saß er auch im Democratic National Committee. Nach dem Rücktritt von Claude A. Swanson wurde Byrd zu dessen Nachfolger als US-Senator gewählt. 1960 trat er erfolglos bei den Präsidentschaftswahlen als unabhängiger Kandidat an und gewann nur 15 Wahlmännerstimmen (in Mississippi, Alabama und Oklahoma).
Bei den folgenden Senatswahlen bis 1964 wurde er jeweils bestätigt, so dass er sein Mandat zwischen dem 4. März 1933 und seinem Rücktritt am 10. November 1965 ausüben konnte. In dieser Zeit war er Mitglied verschiedener Ausschüsse. Er war Vorsitzender des Committee on Rules und unter anderem Mitglied des Finanzausschusses. Innenpolitisch widersetzte er sich dem New Deal von Präsident Roosevelt, unterstützte aber dessen Außenpolitik. Auch später hielt er sich nicht immer an die von der Bundespartei vorgegebenen Richtlinien. Zwischen 1959 und 1964 war er ein entschiedener Gegner der Bürgerrechtsbewegung und der Rassengleichheit an den Schulen. Bereits 1956 hatte er das Southern Manifesto unterzeichnet. Im November 1965 trat Harry Byrd aus Gesundheitsgründen als Senator zurück. Sein Sitz wurde von seinem Sohn Harry jr. übernommen, der dieses Mandat bis 1983 ausübte.

## Anhänger der Rassentrennung
Byrd war zeitlebens ein überzeugter Anhänger der Rassentrennung. Er hatte nicht nur das Southern Manifesto unterzeichnet, sondern plante auch, gegen jedweden Fortschritt im Sinne der Desegregation zu kämpfen. Als der oberste Gerichtshof 1954 die wegweisende Gerichtsentscheidung Brown v. Board of Education erlassen hatte, die die Rassentrennung an Schulen verbot, kündigte Byrd ein Programm namens massiver Widerstand (massive Resistance) an. Dies bestand einerseits darin, dass virginische Schulen, die die Rassentrennung aufhoben, keine staatlichen Zuschüsse mehr erhielten und andererseits private Schulen, die die Rassentrennung praktizierten, unterstützt werden sollten. Gegen diesen Plan leistete unter anderem Gouverneur Thomas B. Stanley Widerstand. Der Plan scheiterte letztendlich an der sich ändernden Gesellschaft.

## Weiterer Lebenslauf
Nach seinem Rücktritt zog sich Byrd aus der Politik zurück. Er starb im Oktober 1966. Mit seiner Frau Annie Douglas Beverly hatte er vier Kinder, darunter den erwähnten Sohn Harry. Harry Byrd senior war Neffe von Henry D. Flood, der von 1901 bis 1921 Abgeordneter im US-Repräsentantenhaus gewesen war. Ein anderer Onkel war dessen Bruder Joel West Flood, der von 1931 bis 1932 ebenfalls Kongressabgeordneter war. Byrds Bruder, Rear Admiral Richard Evelyn Byrd (1888–1957), war ein berühmter Polarforscher und überflog als erster den Südpol.